# Ahorcado, arrastrado y descuartizado

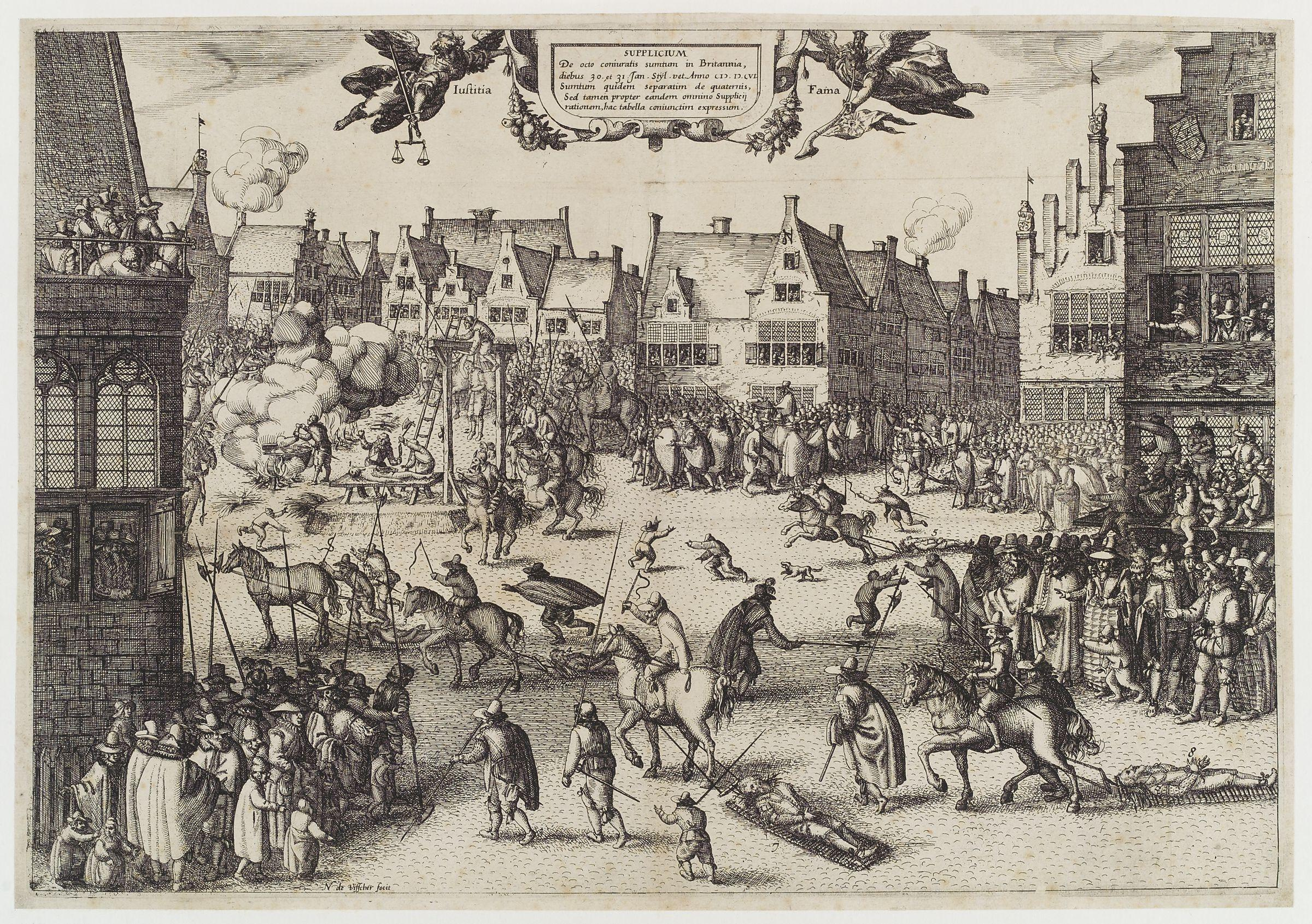
Representación de la ejecución de Guy Fawkes por Claes Jansz Visscher; en el grabado puede observarse cómo los hombres son arrastrados por caballos, mientras el populacho observa y se divierte ante la presencia de dicho acto. Asimismo, se observan hogueras donde los cuerpos son cocidos, la horca y el lugar donde el cuerpo es descuartizado por los verdugos.

 Ahorcado, arrastrado y descuartizado, en inglés Hanged, drawn and quartered,fue un tipo de ejecución implantado en Inglaterra desde 1351 a quienes eran hallados culpables de alta traición. El castigo fue registrado por primera vez durante el reinado del rey Enrique III (1216-1272) y de su sucesor, Eduardo I (1272-1307). Los convictos eran atados y arrastrados por un caballo hasta el lugar de la ejecución; una vez allí, eran ahorcados (casi hasta el punto de muerte), emasculados, eviscerados, decapitados y descuartizados (cortados en cuatro partes). A menudo, sus restos eran exhibidos en lugares importantes, como el puente de Londres. Por razones de «decencia pública», las mujeres condenadas por alta traición eran, en cambio, quemadas en la hoguera.
La severidad de la sentencia era medida de acuerdo a la seriedad del crimen. Dado que se trataba de un ataque a la autoridad del monarca, la alta traición era considerada un acto suficientemente deplorable para demandar la forma más extrema de castigo. Por ello, si bien algunos convictos lograron la conmutación de la pena y sufrieron un final menos ignominioso, durante varios siglos muchos hombres encontrados culpables de alta traición sufrieron esta pena máxima. Muchos personajes famosos fueron objeto de este castigo, como los más de cien sacerdotes católicos ingleses ejecutados en Tyburn. Las personas involucradas en complots religiosos, como la Conspiración de la pólvora, fueron ejecutadas, así como algunos regicidas que participaron en la sentencia a muerte del rey Carlos I. Durante la Rebelión de Monmouth de 1685, varios cientos de rebeldes fueron ejecutados en menos de un mes.
Aunque la ley del Parlamento de Inglaterra que definía el delito de alta traición se mantiene en los estatutos del Reino Unido, durante un largo período de reforma legal en el siglo XIX, la sentencia de hanged, drawn and quartered fue sustituida por otra forma de ejecución: ser arrastrado, ahorcado hasta la muerte y decapitado y descuartizado de manera póstuma, aunque este castigo también quedó obsoleto en Inglaterra en 1870. Finalmente, la pena de muerte por traición fue abolida en 1998.

## Traición en Inglaterra

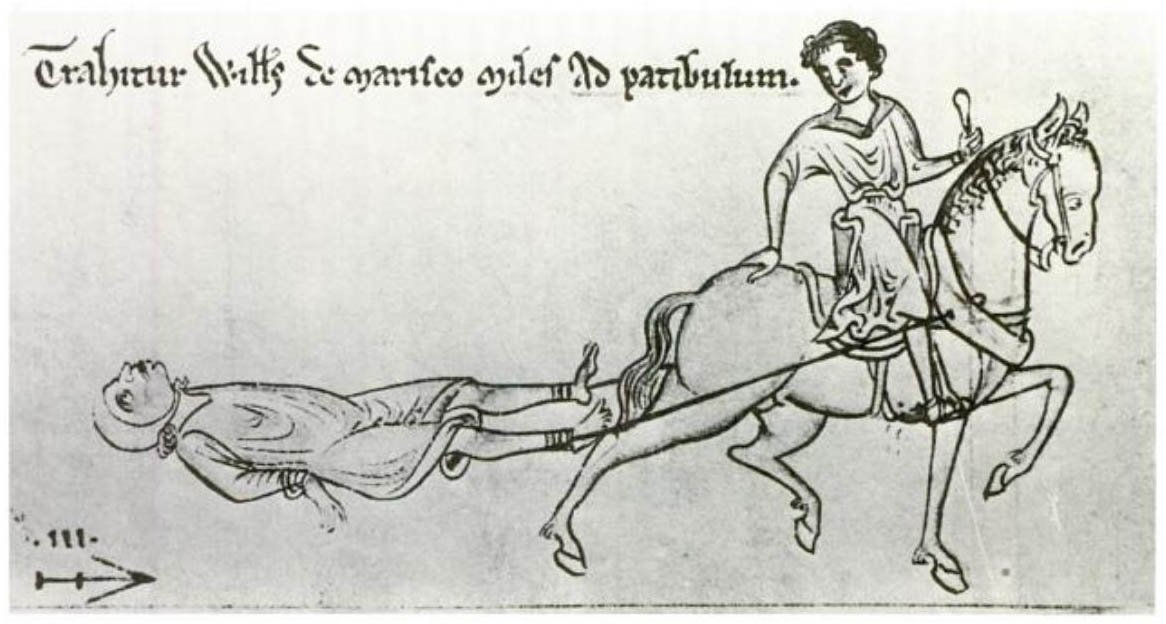
Ilustrado en la Chronica Majora de Mateo de París, William de Marisco es arrastrado a su ejecución atado al lomo de un caballo.

Durante la plenitud de la Edad Media, los culpables de traición en Inglaterra eran castigados de varias formas, incluyendo ser arrastrados y colgados. En el siglo XII, se introdujeron otras penas más brutales, tales como el desentrañamiento, la muerte en la hoguera, la decapitación y el desmembramiento.
El cronista contemporáneo inglés Matthew Paris describió cómo en 1238 «un hombre armado, un hombre con cierta educación (armiger literatus)» intentó asesinar a Enrique III de Inglaterra. Su historia explica en detalle cómo fue ejecutado: «Fue arrastrado, decapitado y después su cuerpo fue partido en tres partes: cada parte fue después arrastrada por las calles de una de las principales ciudades de Inglaterra y, finalmente, colgada en una horca usada para los ladrones». El asesino fue presuntamente enviado por William de Marisco, un forajido que algunos años antes había asesinado a un hombre bajo protección real antes de escapar a la isla de Lundy. De Marisco fue capturado en 1242 y, según órdenes del rey Enrique, fue arrastrado desde Westminster hasta la Torre de Londres, donde fue ejecutado: fue colgado en la horca hasta que murió. El cadáver fue eviscerado, sus entrañas quemadas y el cuerpo descuartizado: las partes se distribuyeron también por ciudades en todo el país. El primer caso registrado de una persona que fue ahorcada, arrastrada y descuartizada en Inglaterra es el de William Maurice, quien en 1241, durante el reinado de Enrique III, fue condenado por piratería.
Sin embargo, este tipo de castigo ha sido registrado más frecuentemente durante el reinado de Eduardo I de Inglaterra. Dafydd ap Gruffydd fue el primer noble en Inglaterra que recibió este castigo. Tiempo atrás este noble había combatido junto a Eduardo, pero en 1282 se rebeló contra el rey y, tras la muerte de su hermano, se autoproclamó príncipe de Gales y señor de Snowdon. Fue capturado, procesado y ejecutado en 1283, y sus miembros descuartizados fueron distribuidos por todo el país, mientras que su cabeza fue colocada en la parte más alta de la Torre de Londres.
El caballero escocés William Wallace sufrió un destino similar: capturado y procesado en 1305, fue atado a una valla y arrastrado por un caballo por las calles de Londres hasta el patíbulo ubicado en Smithfield. A lo largo del camino, fue azotado y golpeado por los espectadores, quienes también le tiraron comida podrida y basura. Después de ser colgado y mientras todavía estaba con vida, fue emasculado, eviscerado, decapitado y, luego, descuartizado. Su cabeza preservada (sumergida en brea) fue colocada en una pica en el Puente de Londres, siendo la primera en aparecer allí, mientras que sus brazos y piernas fueron exhibidos en varios pueblos a lo largo de Newcastle, Berwick, Stirling y Perth.

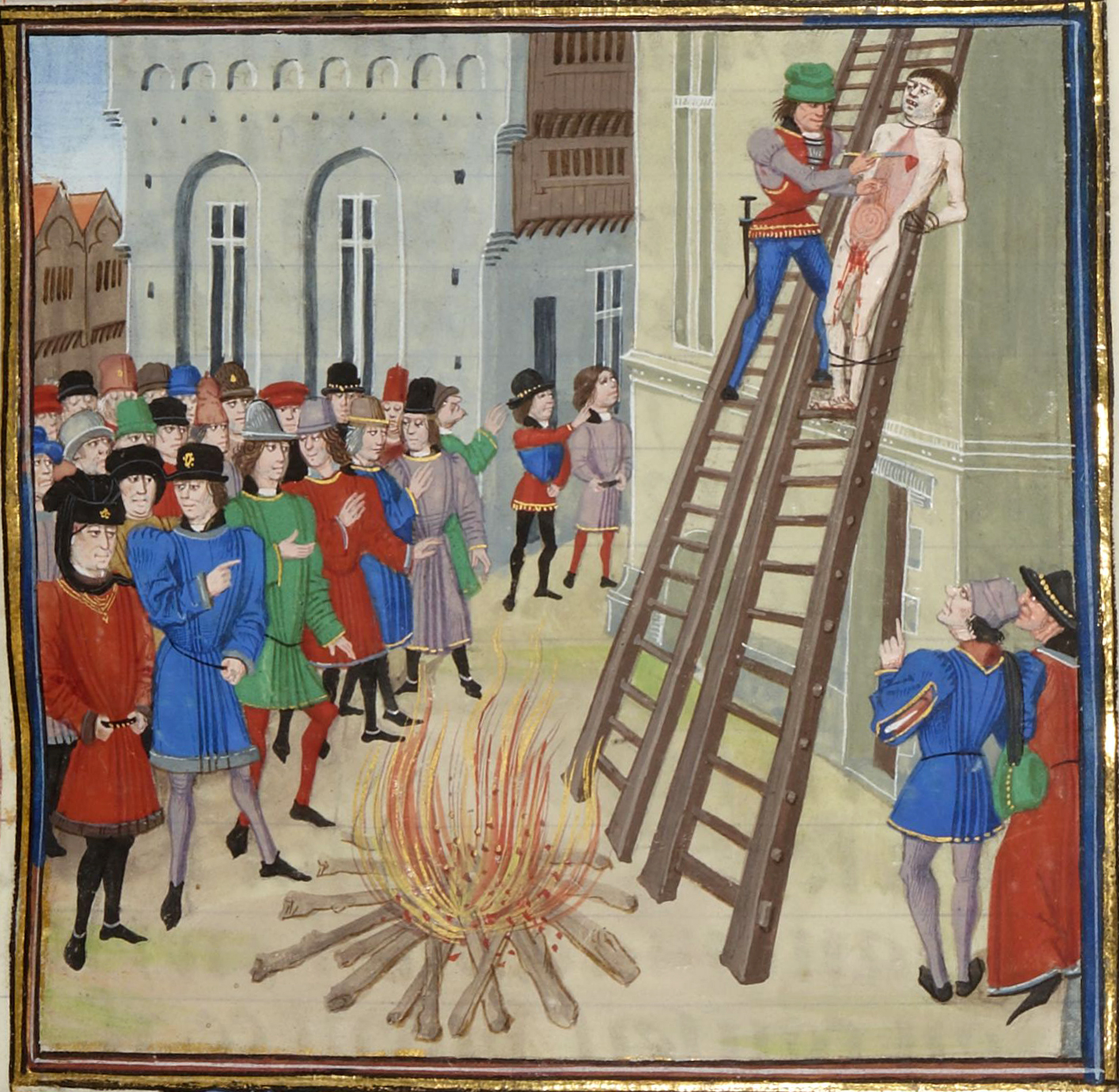
Ejecución de Hugo Despenser el Joven el 24 de noviembre de 1326 según la ilustración de una crónica de Jean Froissart.

Estas y otras ejecuciones (como las de Andrés Harclay, Primer Conde de Carlisle y Hugo Despenser el Joven) ocurrieron cuando los actos de traición en Inglaterra, y sus penas, no estaban claramente definidos en el derecho anglosajón. La traición se fundaba en una lealtad al soberano de todos los súbditos de más de 14 años de edad y correspondía al rey y a sus jueces determinar si tal lealtad había sido rota. Los jueces de Eduardo III habían hecho algunas interpretaciones demasiado entusiastas de las actividades que constituían traición, «denominando crímenes y traciones graves a aquellas que hablaran del poder real», lo que hizo que los parlamentarios pidieran que se aclarara la ley. Esto llevó al rey Eduardo a decretar la Treason Act 1351, que fue introducida en una época de la historia de Inglaterra en la que el derecho de gobierno del rey era indisputable, por lo que la ley fue escrita principalmente para proteger el trono y la soberanía real. La nueva legislación ofrecía una definición más concisa de la traición que la anterior, y dividía la antigua ofensa feudal en dos clases. Se definió la «petty treason» ('pequeña traición'), que se refería al asesinato de un amo por parte de su sirviente, de un marido por parte de su mujer o de un prelado por parte de su clérigo. Los hombres convictos de «petty treason» eran arrastrados y colgados en la horca, mientras que las mujeres eran quemadas.
La alta traición era la ofensa más atroz que podía cometer un individuo. Cualquier intento de socavar la autoridad del rey era considerado tan serio como si se le atacara personalmente: un asalto a su estatus como soberano y una amenaza directa a su derecho de gobierno. Se consideraba, pues, que la pena era absolutamente necesaria y que el crimen era merecedor de un castigo supremo. La diferencia práctica entre los dos delitos se encontraba, por tanto, en la consecuencia resultante de ser convicto: en vez de ser arrastrados y colgados, los hombres debían ser ahorcados, arrastrados y descuartizados, mientras que las mujeres —por razones de decencia pública— debían ser arrastradas y quemadas. La ley declaraba que una persona había cometido alta traición en los siguientes casos: si se imaginaba la muerte del rey, de su mujer o de su hijo mayor (y heredero), si violaba a la esposa del rey, su hija mayor (si no estaba casada), o a la mujer de su hijo mayor (y heredero), si iniciaba una guerra contra el rey en su reino, si se adhería a los enemigos del rey en su reino, dándoles ayuda y confort en su reino o en cualquier otro sitio, si falsificaba el Gran Sello o el Sello Privado, o la moneda real, si importaba conscientemente moneda falsificada y, por último, si asesinaba al canciller, al tesorero o cualquiera de los jueces reales mientras se encontraban en su puesto de trabajo. De todos modos, la ley no limitaba la autoridad del rey en cuestión del alcance de la traición, pues contenía una condición que confería a los jueces ingleses la discreción de extender este alcance donde fuera necesario, proceso que se conoce como traición constructiva. También se aplicaba a los individuos de las colonias británicas en América y, aunque se llevaron a cabo algunas ejecuciones por traición en las provincias de Maryland y Virginia, sólo dos colonos fueron ejecutados por el método «hanged, drawn and quartered»: en 1630, William Matthews en Virginia, y en los años 1670, Joshua Tefft en Nueva Inglaterra. Sentencias posteriores concluyeron con el perdón o con la condena a la horca.
Sólo se necesitaba un testigo para declarar culpable a una persona de traición; en 1552, sin embargo, el número fue incrementado a dos. Los sospechosos eran, en primer lugar, interrogados en privado por el Consejo Privado antes de que fueran procesados. No se les permitía presentar testigos ni disponer de ningún tipo de ayuda para su defensa y, generalmente, se consideraban presuntos culpables ya desde el principio. Esto quiere decir que, durante siglos, cualquier persona acusada de traición se encontraba en una situación de desventaja legal muy acusada, lo que duró hasta finales del siglo XVII, cuando se introdujo la Treason Act 1695 después de que durante muchos años se hubieran presentado cargos de traición contra personas del Whig debido a motivos políticos. Esta enmienda permitió a los procesados disponer de un abogado, a presentar testigos, a obtener una copia de su acusación y a ser juzgados por un jurado, además, si el cargo no era por un intento de atentar contra la vida del monarca, podían ser procesados durante los tres años siguientes al presunto delito.

## Ejecución de la sentencia

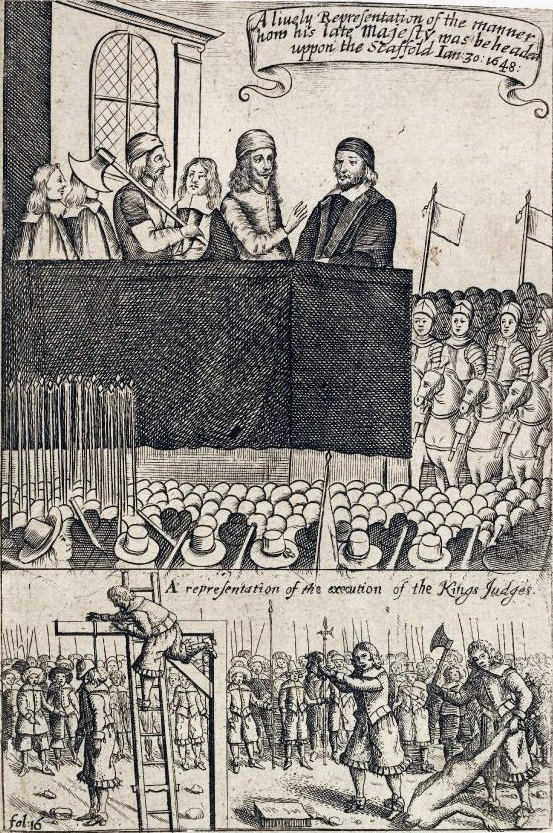
«Una representación animada de la forma en que su difunta Majestad fue decapitada en el cadalso (30 de enero 1648); y Una representación de la ejecución de los que juzgaron al rey». En el panel superior, Carlos I está esperando su ejecución. En el panel inferior, un regicida es colgado y otro descuartizado, mientras que la cabeza del anterior se muestra a la multitud.

Una vez sentenciados, los malhechores normalmente eran mantenidos en prisión durante varios días antes de llevarlos al lugar de ejecución. Durante la Alta Edad Media este traslado se podía realizar con el sujeto atado directamente a la grupa de un caballo, pero poco a poco se fue sustituyendo por el método de atarlo a una valla de mimbre (o un panel de madera) ligada, al mismo tiempo, al caballo. El historiador Frederic William Maitland pensó que esto se hacía probablemente para que «el hombre que habría de colgarlo recibiera un cuerpo aún vivo». El uso de la palabra drawn (del verbo inglés «to draw») ha traído mucha confusión. Una de las definiciones de «draw» del Oxford English Dictionary es «sacar las vísceras o los intestinos; destripar (un ave, etc. antes de cocinar, o a un traidor u otro criminal después de colgarlo)»; esto sin embargo, viene seguido por la siguiente puntualización: «En muchos casos de ejecuciones no está claro si su significado es esta acepción o bien la acepción 4 [arrastrar (un criminal) ligado a la cola de un caballo, en una valla o similar, hasta el lugar de ejecución; antiguamente un castigo legal de alta traición]». La suposición es que, cuando «drawn» se menciona después de «hanged», su sentido es el primero. El historiador Ram Sharan Sharma llega a la misma conclusión: «Cuando en la frase popular 'hung, drawn and quartered' el verbo 'drawn' sigue al 'hung' o 'hanged', la frase se refiere a la destripación del traidor». Contrariamente, el historiador y autor Ian Mortimer difiere: en un ensayo publicado en su sitio web postula que la mención separada de la evisceración es un recurso relativamente moderno y que, mientras que ciertamente tuvo lugar en muchas ocasiones, la suposición de que «drawing» significa destripar es falaz. Según Mortimer, «drawing» (como un medio de transporte) se puede mencionar después de «hanging» porque era una parte suplementaria de la ejecución.
Aunque algunas crónicas indican que durante el reinado de María I los espectadores eran solamente pasivos, durante el transporte el convicto a veces sufría castigo directamente de estos: por ejemplo, William Wallace fue azotado, atacado y le tiraron comida podrida y basura, en tanto que el cura Thomas Prichard llegó prácticamente sin vida a la horca en 1587. Otros fueron amonestados por ser «hombres celosos y devotos», y era normal que un predicador siguiera al condenado pidiéndole que se arrepintiera de sus actos. Según Samuel Clarke, el clérigo puritano William Perkins (1558-1602) una vez consiguió convencer a un hombre joven ya en la horca de que se arrepintiese de sus actos, permitiéndole así morir «con lágrimas de alegría en sus ojos [...] tal como si se viera a sí mismo saliendo del infierno al que antes temía mientras se le abría el paraíso para recibir su alma».
Después de que el rey hubiera leído la sentencia en voz alta y que el público se distanciara del cadalso donde estaba el convicto, este se dirigía a los espectadores. Normalmente en estas alocuciones solían admitir ser culpables (aunque pocos admitían haber cometido traición), pero el sheriff y el cura vigilaban por si fuera necesario interpretarlo. Por ejemplo, en 1588 el discurso del sacerdote católico William Dean ante el público fue considerado tan poco adecuado que fue amordazado casi hasta el punto de morir asfixiado. A veces se hacían preguntas sobre lealtad y política al prisionero, tal como sucedió, por ejemplo, con Edmund Gennings en 1591: el sacerdote Richard Topcliffe le pidió que «confesara su traición», y cuando Gennings contestó «si decir misa es traición, confieso haberlo hecho y estoy orgulloso», Topcliffe le ordenó que se callara y ordenó al verdugo que lo tirara de la escalera. A veces el acusador responsable de la ejecución del condenado también estaba presente: por ejemplo, un espía del gobierno, John Munday, asistió a la ejecución de Thomas Ford en 1582. Munday apoyó al sheriff, quien recordó al sacerdote su confesión cuando reclamaba y protestaba su inocencia. Los sentimientos expresados durante estos discursos solían estar relacionados con las condiciones experimentadas durante el encarcelamiento. Muchos curas jesuitas sufrieron a manos de quienes los habían capturado, pero a menudo eran los más desafiantes; por otra parte, quienes habían sido tratados mejor solían ser los que se disculpaban más. Este arrepentimiento podía surgir del terror que sentían aquellos que pensaban que podrían ser eviscerados en vez de simplemente decapitados —lo que sería de esperar— y, en el primer caso, la aceptación del destino provenía al haber corrompido la ley de manera seria, pero sin llegar a ser traición. El buen comportamiento en la horca también podía deberse al deseo del convicto de que sus descendientes no fueran desheredados.
A veces, los condenados eran forzados a mirar como los demás traidores —a veces confederados suyos— eran ejecutados antes de su turno. Ello sucedió con James Bell en 1584, cuando fue obligado a mirar la ejecución de su compañero John Finch. De igual manera, Edward James y Francis Edwards fueron obligados a testimoniar la ejecución de Ralph Crockett en 1588, en lo que fue un intento de obtener su cooperación y aceptación de la supremacía religiosa de la reina Isabel antes de ser ejecutados. Normalmente, a los prisioneros se les desgarraba la camisa y se les ataban las manos por delante. Eran colgados durante un corto período, ya fuera de una escalera o de una carreta, las cuales eran retiradas cuando el sheriff lo ordenaba, dejando al convicto suspendido en el aire. El objetivo era usualmente causarle la estrangulación y casi la muerte, aunque a veces algunas víctimas morían prematuramente: la muerte de John Payne en 1582, por ejemplo, contó con la ayuda de un grupo de personas que tiraban de sus piernas para acelerar su muerte. Otras personas, como el impopular William Hacket (1591), murieron al instante para luego ser eviscerados y a menudo emasculados, en palabras de Sir Edward Coke «para evidenciar que eran desheredados con la corrupción de su sangre».

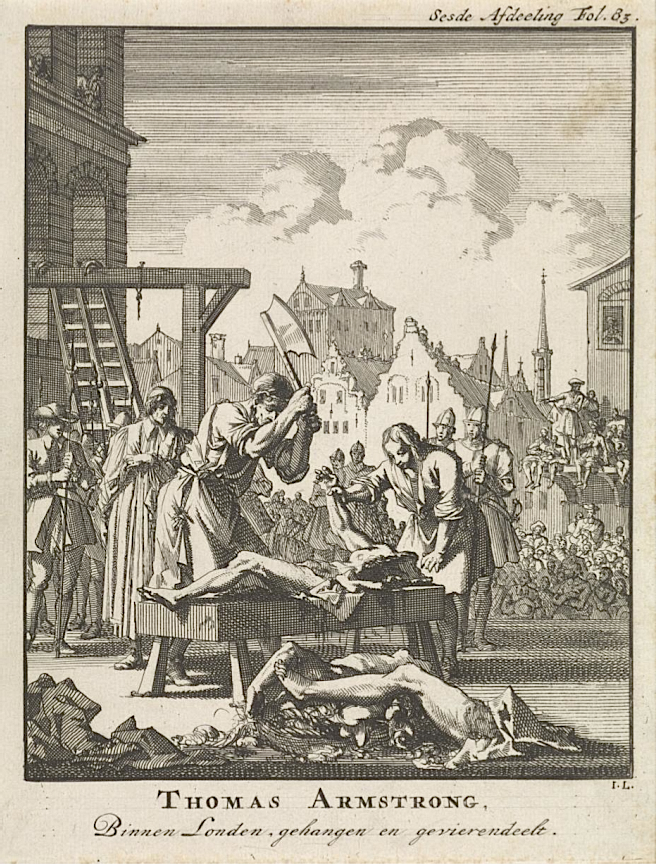
Grabado de la ejecución de Sir Thomas Armstrong; nótese las escenas de descuartizamiento de su cuerpo.

Llegados a este punto, quienes aún estaban conscientes puede que vieran sus entrañas ardiendo antes de que se les extrajera el corazón, fueran decapitados y descuartizados (separados en cuatro piezas). Hay informes de que en octubre de 1660 el regicida Thomas Harrison, después de ser colgado durante varios minutos y abierto con un corte, pudo moverse y golpear a su ejecutor, que rápidamente lo decapitó. Sus entrañas fueron lanzadas a una hoguera cercana. También se tiene noticia de que John Houghton oraba mientras era eviscerado en 1535 y que en sus momentos finales lloró «¡Oh! buen Jesús, ¿qué harás con mi corazón?». Los verdugos a menudo eran poco experimentados y el procedimiento no siempre era tan sutil como se pretendía. En 1584 el ejecutor de Richard Gwyn sacó sus entrañas por partes a través de un pequeño agujero en su vientre. Durante su ejecución en enero de 1606 a causa de haber estado implicado en la conspiración de la pólvora, Guy Fawkes consiguió romperse el cuello saltando desde la horca, engañando así al verdugo.
No hay ninguna crónica conocida en la que se demuestre de manera exacta cómo se descuartiza el cuerpo, aunque la imagen de la derecha —del descuartizamiento de Sir Thomas Armstrong en 1684— muestra al verdugo haciendo cortes verticales en la columna y cortando las piernas al nivel de la cintura. La distribución de los restos de Dafydd ap Gruffydd fue descrita por Sir Herbert Maxwell: «El brazo derecho, con un anillo al dedo, en York, el brazo izquierdo en Bristol; la pierna derecha y la cadera en Northampton, y la pierna izquierda a Hereford. La cabeza, sin embargo, estaba rodeada de hierro: deberá deshacerse por putrefacción y ser colocada de manera llamativa en una asta para ser el hazmerreír de Londres». En 1660, muchos de los regicidas que se vieron involucrados en la muerte de Carlos I doce años antes fueron ejecutados. El cronista John Evelyn remarcó: «No fui a ver su ejecución, pero sí que vi sus partes destrozadas, cortadas y malolientes mientras se las llevaban de la horca en cestos». Estas se solían medio cocer y luego solían ser mostradas como un recordatorio horripilante del castigo por alta traición, normalmente en el lugar donde el traidor había conspirado o encontrado apoyo. Los cabecillas solían colocarlas en el puente de Londres, el cual durante siglos fue atravesado por los viajantes del sur que entraban en la ciudad. Muchos cronistas eminentes se fijaban en ese detalle. En 1566 Joseph Justus Scaliger escribió que «en Londres había muchas cabezas en el puente […] he visto en lo alto una especie de mástiles de barcos, trozos de cuerpos de personas». En 1602 el duque de Stettin enfatizó la naturaleza siniestra de su presencia cuando escribió «cerca del final del puente, en el lado de los suburbios, habían colgado las cabezas de treinta caballeros de gran prestigio que habían sido decapitados después de ser acusados de traición y prácticas secretas contra la reina». La práctica de utilizar el puente de Londres para este fin cesó después de que se aboliera la práctica del «hanging, drawing and quartering»; el último procesado según este método fue William Staley, en 1678, víctima del complot papista. Sus partes fueron dadas a sus familiares, quienes rápidamente organizaron un solemne funeral, lo que, sin embargo, no gustó nada al juez, que finalmente ordenó que el cuerpo fuera expuesto a las puertas de la ciudad. Staley fue, pues, el último en ser colocado en el puente de Londres.

## Historia posterior
Otra víctima del complot papista, Oliver Plunkett (arzobispo de Armagh), fue ejecutado por el método «hanged, drawn and quartered» en Tyburn en julio de 1681. Su verdugo fue sobornado para que las partes del cuerpo de Plunket no se lanzaran a la hoguera; su cabeza actualmente se muestra en la iglesia de San Pedro de Drogheda. Plunket fue el último sacerdote católico de Inglaterra que fue martirizado, pero no la última persona de Inglaterra ejecutada según el método anterior. Muchos oficiales jacobitas capturados durante la rebelión jacobita de 1745 fueron ejecutados, pero en aquellos momentos el verdugo decidía, de manera discreta, si tenían que sufrir mucho o poco: a menudo, los convictos morían antes de que sus cuerpos fueran eviscerados. El espía francés François Henri de la Motte fue ahorcado en 1781 y hasta una hora después no le extrajeron y quemaron el corazón. Al año siguiente, David Tyrie fue ahorcado, decapitado y descuartizado en Portsmouth, tras lo que el público —unas 20.000 personas— se disputó las partes de su cuerpo, con las que algunos hicieron trofeos de sus miembros y dedos. En 1803 Edward Despard y sus seis colegas conspiradores fueron sentenciados a ser «hanged, drawn and quartered». Antes de que fueran colgados y decapitados en Horsemonger Lane Gaol, primero se los puso en trineos atados a caballos, y fueron arrastrados alrededor de la prisión en una especie de ritual. A esta ejecución asistieron unas 20.000 personas. Una crónica de la época describe la escena después de que Despard hiciera su parlamento:

Este llamamiento enérgico, y a la vez incendiario, fue seguido por un aplauso tan entusiasta que el sheriff insinuó al clérigo que se detuviera y prohibió que se procediera con la ejecución del coronel Despard. Se le taparon los ojos con la capucha y se le dijo que se corrigiera el nudo que tenía bajo la oreja izquierda, entonces, siete minutos antes de las nueve en punto, se dio la señal, la plataforma bajó y todos ellos emprendieron el viaje hacia la eternidad. Gracias a las precauciones tomadas por el coronel, pareció que sufría muy poco, y los demás tampoco forcejearon mucho, excepto Broughton, que había sido el profano más indecente dentro de los convictos. Wood, el soldado, murió de una manera muy dura. Los verdugos se colocaron por debajo y no paraban de estirarlo por los pies; manaron muchos chorros de sangre de los dedos de Macnamara y Wood mientras estaban suspendidos. Después de haber sido colgados durante treinta y siete minutos, bajaron el cuerpo del coronel y, media hora después de las nueve —tras desgarrarle la chaqueta y el chaleco— se le estiró sobre serrín, con la cabeza apoyada sobre una piedra. En ese momento un cirujano intentó cortarle la cabeza con un cuchillo de disección corriente, pero falló en su intento; siguió probando hasta que el verdugo se vio obligado a tomar la cabeza entre las manos y retorcerla varias veces hasta que, no con pocas dificultades, fue separada del cuerpo. El verdugo mostró la cabeza en alto y exclamó: «¡Contemplad la cabeza de Edward Marcus Despard, un traidor!» Los otros condenados fueron tratados de igual manera, y la ceremonia concluyó a las diez en punto.

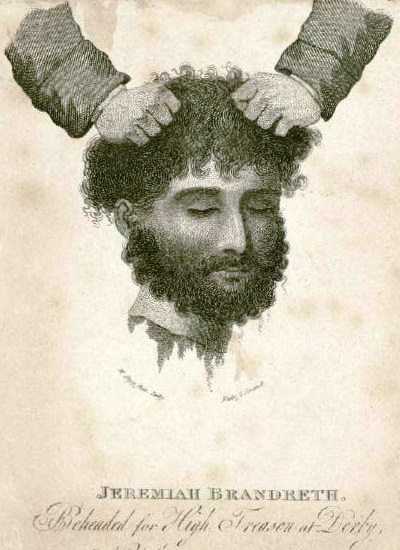
La cabeza decapitada de Jeremiah Brandreth, uno de los últimos hombres de Inglaterra sentenciados a ser «hanged, drawn and quartered».

En las cremaciones de Isabella Condon (1779) y Phoebe Harris (1786), los sheriffs presentes aumentaron sus gastos; según la opinión del Dr. Simon Devereaux, seguramente se sintieron consternados al ser forzados a asistir a este tipo de espectáculo. El destino de Harris llevó a William Wilberforce a apoyar un proyecto de ley que pretendía abolir la práctica, pero como una de sus propuestas era permitir la disección anatómica de los criminales que no fueran asesinos, la Cámara de los Lores la rechazó. La cremación en el año 1789 de Catherine Murphy, una falsificadora, hizo que Sir Benjamin Hammet impugnara su sentencia en el parlamento: la calificó como una de las «reminiscencias salvajes de la política normanda» y, subsecuentemente, entre un clima creciente de crispación pública hacia la cremación de mujeres, se aprobó la Treason Act 1790, según la cual las mujeres culpables de traición ya no eran quemadas sino colgadas. Esta ley fue seguida de la Treason Act 1814, la cual fue introducida por Samuel Romilly; este, influenciado por su amigo Jeremy Bentham, siempre argumentó que las leyes de castigo deberían servir sólo para reformar a los que tenían un comportamiento criminal, y que la severidad de las leyes inglesas, en vez de disuadir a los infractores, incrementaban el número de crímenes. Cuando fue nombrado miembro del parlamento por Queensborough en 1806, decidió mejorar lo que describió como «nuestro cruel y bárbaro código penal, escrito con sangre». Consiguió revocar la pena de muerte para ciertos hurtos y vagabundeo, y en 1814 propuso un cambio en la sentencia por los hombres culpables de traición, según la cual estos deberían ser colgados hasta la muerte y su cadáver debería ponerse a la disposición del rey. El problema, sin embargo, es que este castigo sería menos severo que el que se daba por asesinato, por lo que finalmente aceptó que el cadáver también debería ser decapitado, «como un castigo final y estigma apropiado». Justamente eso es lo que sucedió a Jeremiah Brandreth, líder de un contingente de 100 hombres que participaron en la rebelión de Pentrich y uno de los tres hombres ejecutados en 1817 en la prisión de Derby. Al igual que con Edward Despard y sus confederados, los tres fueron arrastrados hasta el lugar de ejecución en trineos antes de ser colgados durante una hora, y después, según las órdenes del príncipe regente Jorge IV, fueron decapitados con un hacha. El minero al que le fue encargada esta tarea no tenía experiencia y, después de haber fallado los dos primeros intentos, completó el trabajo con un cuchillo. Mientras levantaba la primera de las cabezas y hacía el anuncio correspondiente, el público reaccionó con horror y se marchó despavorido. En cambio, en 1820 se vio una reacción diferente cuando cinco hombres involucrados en la conspiración de Cato Street fueron colgados y decapitados en la prisión de Newgate. Aunque la decapitación fue llevada a cabo por un cirujano, la ira del público posterior al anuncio de los verdugos fue lo suficientemente grande como para forzarlos a resguardarse tras los muros del edificio. La conspiración fue el último crimen real para el que se aplicó la sentencia.
La reforma de las leyes de castigo capital inglesas continuó a lo largo del siglo XIX. Políticos como John Russell intentaron sacar de los libros estatutarios muchos de los delitos capitales que aún permanecían. La campaña de Robert Peel para mejorar el cumplimiento de la ley hizo que se aboliera la «petty treason» con el «Offences against the Person Act 1828», la cual eliminaba la distinción entre crímenes anteriormente considerados como tales y el asesinato. La Royal Commission on Capital Punishment 1864-1866 recomendó que no se hiciera ningún cambio a la ley correspondiente a la traición citando la «más compasiva» Treason Felony Act 1848, la cual limitaba el castigo por los actos de traición a trabajos forzados. Su informe recomendaba que «por rebelión, asesinato o cualquier otro tipo de violencia [...] somos de la opinión de que se debe aplicar el castigo extremo», aunque la ocasión más reciente en que una persona había sido sentenciada a ser «hanged, drawn and quartered» (la cual, finalmente, se convertiría en la última) fue en noviembre de 1839, tras la rebelión de Newport —aunque finalmente estos convictos fueron desterrados. El informe también destacaba la visión cambiante del populacho hacia las ejecuciones públicas (provocada en parte por la prosperidad creciente creada por la Revolución Industrial). El secretario Spencer Horatio Walpole explicó a la comisión que las ejecuciones se habían hecho «tan desmoralizantes que, en vez de provocar un buen efecto, brutalizaron aún más la mente pública en lugar de disuadir a la clase criminal de cometer delitos». La comisión recomendó que las ejecuciones se hicieran de manera privada, detrás de los muros de las prisiones y lejos de la vista pública, «bajo aquellas normas que sean necesarias para prevenir el abuso de los prisioneros y para satisfacer al público asegurándose de que la ley ha sido cumplida correctamente». Finalmente, pues, la práctica de ejecutar criminales en público acabó dos años después con la Capital Punishment Amendment Act 1868, introducida por el Home Secretary Gathorne Hardy. Una enmienda para abolir completamente la pena capital, sugerida antes de la tercera lectura de la propuesta, no prosperó al obtener 127 votos contra 23.
El «hanging, drawing and quartering» quedó obsoleto en Inglaterra con la aprobación de la Forfeiture Act 1870 promovida por el político liberal Sir Charles Forster, en su segundo intento desde 1864 para acabar con la confiscación de las tierras y bienes de los delincuentes, ayudando así a que sus familias no cayeran en la pobreza. Esta ley también limitaba el castigo por traición sólo a la horca, aunque no se abolió el derecho del monarca (amparado bajo la ley de 1814) de sustituir la horca por la decapitación. La pena de muerte por traición fue abolida con la aprobación de la Crime and Disorder Act 1998, lo que permitió al Reino Unido ratificar el sexto protocolo de la Convención Europea de Derechos Humanos en 1999.